# Zorea, Mașivka
Zorea (în ucraineană Зоря) este un sat în comuna Starîțkivka din raionul Mașivka, regiunea Poltava, Ucraina.

## Demografie
Componența lingvistică a localității Zorea
     Ucraineană (96,1%)
     Rusă (3,9%)
Conform recensământului din 2001, majoritatea populației localității Zorea era vorbitoare de ucraineană (96,1%), existând în minoritate și vorbitori de rusă (3,9%).